# Wayne Pullen
Wayne Pullen (Vancouver, 27 de febrero de 1945) es un deportista canadiense que compitió en tiro con arco, en la modalidad de arco recurvo. Ganó dos medallas de bronce en el Campeonato Mundial de Tiro con Arco al Aire Libre de 1971, en las pruebas individual y por equipo.

## Palmarés internacional
| Campeonato Mundial al Aire Libre | Campeonato Mundial al Aire Libre | Campeonato Mundial al Aire Libre | Campeonato Mundial al Aire Libre |
| Año                              | Lugar                            | Medalla                          | Prueba                           |
| -------------------------------- | -------------------------------- | -------------------------------- | -------------------------------- |
| 1971                             | York (Reino Unido)               | Medalla de bronce                | Individual                       |
| 1971                             | York (Reino Unido)               | Medalla de bronce                | Equipo                           |